# MFK Zemplín Michalovce
MFK Zemplín Michalovce is een Slowaakse voetbalclub uit Michalovce.
Sinds 1911 zijn er berichten over voetbal in Michalovce en waren er meerdere lokale clubs die ook fuseerden. Vanaf halverwege de jaren 30 werd er gespeeld onder de naam ŠK Zemplín Michalovce waaruit de huidige club voortkomt.
Van 1963 tot 1972 speelde Zemplín Michalovce op het tweede niveau in Tsjecho-Slowakije. In het seizoen 1974/75 werd de club kampioen in de Slowaakse afdeling (derde niveau) en keerde voor twee seizoenen terug op het tweede nationale niveau. Hierna schipperde de club tussen de Slowaakse afdeling en de regionale competitie (derde en vierde niveau). Sinds 2004 speelde Zemplín Michalovce in de 2. Liga. In het seizoen 2015/16 werd de club kampioen en speelt in het seizoen 2015/16 voor het eerst op het hoogste niveau.
Dunajská Streda · 
KFC Komárno ·
FC Košice ·
Železiarne Podbrezová ·
MFK Ružomberok · 
Skalica ·
Slovan Bratislava · 
Spartak Trnava · 
Tatran Prešov ·
AS Trenčín · 
MFK Zemplín Michalovce · 
MŠK Žilina